# نوک‌بزرگ شانه‌زرد
نوک‌بزرگ شانه‌زرد (نام علمی: Parkerthraustes humeralis) گونهای از پرندگان خانواده فرخندگان (Thraupidae) است. این تنها عضو از سردهٔ Parkerthrustes است. در بولیوی، برزیل، کلمبیا، اکوادور و پرو یافت می‌شود. زیستگاه طبیعی آن جنگل‌های جلگه‌ای نمناک نیمه‌گرمسیری یا گرمسیری است.